# Минц, Борис Иосифович
Бори́с Ио́сифович Минц (род. 24 июля 1958, Рыбница, Молдавская ССР, СССР) — российский предприниматель, общественный деятель и меценат, основатель Музея русского импрессионизма. Действительный государственный советник Российской Федерации 1 класса[когда?]

.

## Биография
В 1958 году семья Минцев жила в городе Липецке, а в Молдавии, в городе Рыбница, жила мать Иосифа Самуиловича. Муж отправил беременную Людмилу Израилевну рожать в Молдавию, к своей матери, где Борис Минц появился на свет. Через месяц после рождения Бориса перевезли обратно в Липецк. Через короткое время отца перевели в город Буй Костромской области, где Борис жил до 10 лет.
В конце 1960-х отца перевели по службе в Иваново, куда и переехала его семья
В 1980 году окончил физический факультет Ивановского государственного университета. Кандидат технических наук.
С 1983—1990 год работал в Ивановском текстильном институте имени М. В. Фрунзе, доцент кафедры высшей математики.
В 1987—1990 годах работал в одном из Центров научно-технического творчества молодёжи, где заработал свой первый капитал.
В 2016 году вместе со своей женой и дочерью получил второе гражданство Мальты.
По информации ряда изданий, в мае 2018 года Минц и сыновья покинули Россию, перебравшись в Британию.
28 июня 2019 года банк непрофильных активов «Траст» и банк «Финансовая корпорация Открытие» подал в Высший суд Англии и Уэльса иск о мошенничестве к Минцу. 11 июля суд заблокировал активы Минца и его трёх сыновей на сумму 572 млн долларов.
30 января 2020 года Следственный комитет РФ объявил в межгосударственный розыск (на территории СНГ) Бориса Минца и его трёх сыновей по обвинению в растрате чужого имущества. 13 февраля Басманный суд Москвы принял заочное решение об аресте предпринимателя.
В мае 2025 Центральный банк РФ и траст MFT (PTC) с Каймановых островов, связанный с Борисом Минцем, достигли соглашения по иску о мошенничестве на $850 млн. В результате Высокий суд Лондона приостановил рассмотрение дела против MFT (PTC) в соответствии с постановлением от 7 мая, по состоянию на февраль 2020 года активы траста составляли 400 млн. долл.

## Карьера и общественная деятельность
С 1990 по 1994 год — вице-мэр города Иваново, возглавлял комитет по управлению городским имуществом (КУГИ).
В 1992 году познакомился с Анатолием Чубайсом, который являлся тогда председателем Государственного Комитета России по управлению государственным имуществом. По собственным словам, Борис Минц «вошёл в команду» Чубайса. По предложению Чубайса Минц в 1994 году перебирается в Москву на должность в Госкомимуществе
С 1994 по 1996 год — начальник Главного управления Мингосимущества Российской Федерации.
С 1996 по 2000 год — начальник Управления Президента РФ по вопросам местного самоуправления, секретарь Совета по местному самоуправлению в Российской Федерации, председателем которого являлся Президент РФ — Б. Н. Ельцин.
С 2001 по 2003 года — генеральный директор ООО «Медиа-Холдинг РЕН ТВ», который возглавил по предложению Анатолия Чубайса.
C 1994 года Борис Минц был знаком с предпринимателем Вадимом Беляевым, с которым вместе играл в теннис. В начале 2000-х сотрудничал с ним и его компанией «ВЭО-Открытие» в ходе продажи акций крупнейшего российского полиграфического комплекса «Алмаз-Пресс», председателем совета директоров которой он являлся.
В начале 2000-х возглавлял исполком и финансово-бюджетный комитет партии «Союз правых сил».
В 2003 году решил объединить усилия с Вадимом Беляевым по развитию «ВЭО-Открытие», в которой стал председателем совета директоров. Согласно партнерскому соглашению, получил 50 % в капитале новой компании ООО «Инвестиционная группа „Открытие“», основанной в 2004 году. Генеральным директором которой стал Вадим Беляев, а Борис Минц — председателем совета директоров. С 2004 по 2013 год — председатель совета директоров, с 2012 по 2013 год — президент финансовой корпорации «Открытие».
В 2004 году основал инвестиционную компанию O1 Group, владеющую и управляющую активами в сфере недвижимости и финансов.
В 2010 году для управления активами в недвижимости создал инвестиционную компанию O1 Properties. По итогам 2017 года компания заняла 6-е место в списке владельцев коммерческой недвижимости России/
В 2013 году вышел из состава акционеров ФК «Открытие», продав свою долю партнёрам.
В 2014—2015 годах приобрёл долю в австрийской компании CA Immo, владеющей и управляющей портфелем коммерческой недвижимости в Австрии, Германии и Восточной Европе (Австрия), и Immofinanz.
В 2013 году компания O1 Group начала приобретение активов пенсионного бизнеса и до середины 2017 года закрыла сделки по покупке НПФ «Телеком-Союз», НПФ «СтальФонд», НПФ «Благосостояние ОПС», НПФ «Уралсиб», НПФ «Образование», НПФ «Наше будущее», НПФ «Социальное развитие».
В 2015 году стал идеологом и спонсором создания на базе Тель-Авивского университета Института разработки стратегических политических решений глобальных проблем (Institute for Strategic Policy Solutions to Global Challenges), названного его именем. Институт намеревался объединить исследователей из Тель-Авивского и других лидирующих университетов для исследования актуальных вопросов, формулировки решений и разработки стратегических рекомендаций[уточнить].
В 2016 году создана «Финансовая группа „Будущее“» — одна из крупнейших финансовых групп, управляющая пенсионными активами в России. Группа управляет НПФ, осуществляющими деятельность в системах обязательного пенсионного страхования и негосударственного пенсионного обеспечения в том числе: НПФ «Будущее», НПФ «Телеком-союз», НПФ «Образование». В октябре 2016 года «Финансовая группа „Будущее“» осуществила публичное предложение (IPO) обыкновенных акций на Московской бирже.
В списке миллиардеров журнала «Форбс» на начало 2017 года занял 72-ю позицию с капиталом 1,3 млрд долларов.
В сентябре 2018 года продал O1 Properties и «Финансовую группу „Будущее“»[противоречие] (входит в НПФ «Будущее»).
В конце января 2018 года его имя было опубликовано среди ряда прочих в несекретной версии списка (несанкционного), представленного конгрессу Министерством финансов США в соответствии с разделом 241 закона «О противодействии противникам США посредством санкций» (англ. Countering America’s Adversaries Through Sanctions Act of 2017). В так называемый «Кремлёвский доклад» попало 96 бизнесменов, список из которых полностью совпадает с рейтингом российских долларовых миллиардеров, по версии журнала Forbes на март 2017 года, куда входил Борис Минц.
Член правления Российского союза промышленников и предпринимателей[когда?]

.
Член бюро президиума Российского еврейского конгресса. Вице-президент Международного еврейского конгресса[когда?]

.
Основатель и председатель правления Международного фонда и премии имени Егора Гайдара[когда?]

.
Член совета Санкт-Петербургского благотворительного фонда «Центр реабилитации ребенка»[когда?]

.
Являясь председателем совета попечителей КЕР (Конференция европейских раввинов), крупнейшей еврейской религиозной структуры Европы, поддерживает еврейские общины.
Почётный профессор Тель-Авивского университета. Член совета управляющих Тель-Авивского университета. Член Capital Campaign Cabinet Тель-Авивского университета.

## Благотворительность и меценатство
В 2017 году парижскому Центру Помпиду частным Музеем русского импрессионизма, принадлежащего Минцу, была подарена одна из лучших работ Валерия Кошлякова «Министерство иностранных дел» (2016, картон, темпера, 315х185 см). Дарение состоялось в рамках масштабной акции «Коллекция: российское и советское искусство, 1950—2000», которая объединила крупнейших коллекционеров современного искусства.
За счёт средств Минца в сентябре 2014 года на территории бизнес-центра «Белая Площадь» установлена скульптурно-пространственная композиция из 7 фигур известного российского скульптора Георгия Франгуляна.
Борис Минц поддерживал целый ряд культурных мероприятий — театральные фестивали «Золотая маска», «Территория», Фестиваль уличных театров в Архангельске, проекты фонда Владимира Спивакова, «Пасхальный Фестиваль» Валерия Гергиева и др.

## Признание
В 2014 году состоялось вручение премии «Милосердие» от Международного благотворительного фонда Владимира Спивакова за приверженность гуманитарным ценностям. Борис Минц стал первым лауреатом этой премии.
Борис Минц является лауреатом премии имени Екатерины Романовны Дашковой в номинации «Меценат», вручённой в мае 2015 года.

## Эмиграция
Проживает в Англии, возвращаться в Россию не планирует.

## Семья
Родился в Молдавской ССР, в семье военного инженера, майора Иосифа Самуиловича Минца (род. 1932, Невель). Мать, Людмила Израилевна Мильтер (1936—2007), уроженка посёлка Кодыма (Молдавская АССР), работала библиотекарем; будучи ребёнком, в 1941—1944 годах была депортирована в Чечельницкое гетто в Транснистрии. Во время Великой Отечественной войны на фронте погибли 14 мужчин — членов семьи, в том числе оба деда — рядовой Самуил Иосифович Минц (1892—1942, пропал без вести) и рядовой Сруль Гершкович Мильтер (1901—1944, пропал без вести).
Женат на Марине Владимировне Минц. Четверо детей: сыновья Дмитрий (род. 15 декабря 1981), Александр (род. 14 октября 1988), Игорь (род. 14 октября 1988); дочь Алёна (род. 11 октября 2006).

## Увлечения
Начиная с 2001 года коллекционирует русскую живопись и графику — главным образом, работы художников конца XIX — начала XX века. В его коллекцию входят работы Серова, Коровина, Кустодиева, Кончаловского, Поленова, Пименова, Герасимова. На её основе Минц создал в Москве частный Музей русского импрессионизма, для которого построил здание на территории принадлежащей ему бывшей кондитерской фабрики «Большевик». Музей, открывшийся для публики 28 мая 2016 года, начал свою деятельность в 2014 году, когда в Москве и регионах России была проведена серия выставок. Постройка выставочного здания на месте склада кондитерского сырья по проекту архитектурного бюро John McAslan + Partners обошлась в 16,5 млн долларов. Сейчас коллекция Бориса Минца насчитывает несколько сотен полотен.
Играет в шахматы и большой теннис.